# Päpstliches Geheimnis
Als päpstliches Geheimnis (lateinisch secretum pontificium ‚Geheimnis, das zum Pontifex gehört‘) wird eine Schutzmaßnahme innerhalb der Römischen Kurie der römisch-katholischen Kirche bezeichnet, der bestimmte Vorgänge mit strenger Geheimhaltungspflicht unterliegen (sub secreto pontificio). Sie wird angewandt zum Beispiel bei der Vorbereitung von Kardinalskreierungen oder Bischofsernennungen, bei der Erstellung wichtiger Dokumente und bei Vorgängen im Bereich der Glaubenskongregation, die den Schutz des Glaubens und das Bußsakrament betreffen.
Sowohl der Papst als auch die Präfekten der Dikasterien der Kurie und päpstliche Gesandte können Vorgänge unter den Schutz des secretum pontificium stellen. Solche Vorgänge und Dokumente sind nur für den jeweiligen Empfänger persönlich bestimmt, und sie dürfen nicht weitergegeben werden. Mitarbeiter der Kurie oder vatikanische Diplomaten, die mit solchen Vorgängen befasst werden, müssen sich eidlich zur Geheimhaltung und Vertraulichkeit verpflichten. Für die Verletzung des Geheimnisses ist eine Strafnorm im kurialen Disziplinarrecht vorgesehen, die von einer eigens zu bildenden Kommission verhängt wird.
Die Richtlinien wurden vom Staatssekretariat in einer Instruktion festgelegt, die am 4. Februar 1974 von Papst Paul VI. approbiert wurde. Vorher galten ähnliche Vorschriften als Secretum Sancti Officii für das Heilige Offizium.
Der Kirchenrechtler Alexander Pytlik kommentierte im Zusammenhang mit dem kirchenrechtlichen Vorgehen gegen sexuellen Missbrauch in der römisch-katholischen Kirche, die verfahrensbezogene Verschwiegenheit sei „eine Selbstverständlichkeit für alle amtlich mit einem konkreten Fall betrauten Personen“. Pytlik merkte an: „Auch wenn die von der Kongregation für die Glaubenslehre geregelten einzelnen Strafverfahren der traditionellen päpstlichen Geheimhaltung unterliegen, sind Medien und Interessierte in keiner Weise gehindert, öffentlich aufliegenden Informationen und Spuren nachzugehen und diese auch zu kommentieren. Zudem kann die Geheimhaltung unter Umständen auch ein gewünschter Schutz einzelner Opfer sexuellen Missbrauchs sein.“
Papst Franziskus hob am 17. Dezember 2019 mit der Instruktion Sulla riservatezza delle cause („Über die Vertraulichkeit von Verfahren“) das päpstliche Geheimnis bei der Verfolgung von sexuellen Missbrauchsstraftaten mit sofortiger Wirkung auf. Kirchliche Strafverfahren zu sexuellen Handlungen unter Gewalt, Drohung oder Amtsmissbrauch, sexuelle Handlungen mit Minderjährigen, Besitz und Verbreitung von kinderpornografischem Material sowie Vertuschung werden weiter vertraulich behandelt, unterliegen jedoch nicht mehr der besonderen Geheimhaltung durch das secretum pontificium, so dass Ermittlungen und eine etwaige bestehende staatliche Anzeigepflicht nicht behindert werden. Dossiers und Prozessakten zu Missbrauchsfällen, die in Vatikan-Einrichtungen oder diözesanen Archiven aufbewahrt werden, können nun den anfordernden Ermittlungsrichtern der jeweiligen Länder zur Verfügung gestellt werden. Der Papst reagierte mit dieser Maßnahme auf eine Forderung, die im Zusammenhang mit der Krise durch den sexuellen Missbrauch unter anderem vom Vorsitzenden der Deutschen Bischofskonferenz, Kardinal Reinhard Marx, erhoben worden war und die auch auf der vatikanischen Konferenz über den sexuellen Missbrauch in der Kirche vielfach gestellt wurde, die Papst Franziskus im Februar 2019 mit den Vorsitzenden aller nationalen Bischofskonferenzen gehalten hatte. Der Kirchenrechtler Thomas Schüller machte darauf aufmerksam, dass es nun nicht mehr möglich sei, Aufklärung mit Hinweis auf das päpstliche Geheimnis zu verhindern.